# لهوکسیوماوی
لهوکسیوماوی (به لاتین: Lhokseumawe) یک منطقهٔ مسکونی در اندونزی است که در آچه واقع شده‌است.
 لهوکسیوماوی ۱۸۱٫۰۶ کیلومتر مربع مساحت و ۲۰۳٬۲۸۴ نفر جمعیت دارد و ۲−۲۴ متر بالاتر از سطح دریا واقع شده‌است.